# NGC 5534
NGC 5534 في الفهرس العام الجديد، هي مجرة، تقع في كوكبة العذراء. اكتشفت في 29 أبريل 1881 بواسطة إدوارد ستيفان.

## روابط خارجية
- NGC 5534 على موقع ويكي سكاي: DSS2, SDSS, GALEX, IRAS, Hydrogen α, X-Ray, Astrophoto, Sky Map, Articles and images